# الگرمیسن
الگرمیسن (به آلمانی: Algermissen) یک شهر در آلمان است که در نیدرزاکسن واقع شده‌است.

## خصوصیات
الگرمیسن ۳۵٫۶۲ کیلومترمربع مساحت دارد ۷۶ متر بالاتر از سطح دریا واقع شده‌است.